# Human Touch (Album)
Human Touch (englisch für „Menschliche Berührung“) ist das neunte Studioalbum des US-amerikanischen Rockmusikers Bruce Springsteen, das im März 1992 erschien.

## Entstehung und Veröffentlichung
Die Erstveröffentlichung von Human Touch erfolgte am 25. März 1992 bei Columbia Records. Das Album erschien in seiner Originalausführung als CD mit 14 Titeln (Katalognummer: 53000). Am 26. Oktober 2018 erschien das Album erstmals als LP-Ausführung (Katalognummer: 88985460141).
Getextet, komponiert und produziert wurden die Lieder alle von Springsteen selbst. Bei zwei Liedern wurde er beim Schreibprozess von Roy Bittan, bei einem von Sonny Boy Williamson II. unterstützt, während der Abschlusstitel Pony Boy auf ein Traditional zurückgreift. Die Produktion aller Titel tätigte Springsteen gemeinsam mit Bittan, Jon Landau und Chuck Plotkin.

## Titelliste
Alle Titel wurden von Springsteen selbst geschrieben, außer wo angemerkt.

### Seite 1
1. Human Touch – 6:32
2. Soul Driver – 4:39
3. 57 Channels (And Nothin’ On) – 2:28
4. Cross My Heart (Springsteen, Sonny Boy Williamson II.) – 3:51
5. Gloria’s Eyes – 3:46
6. With Every Wish – 4:39
7. Roll of the Dice (Roy Bittan, Springsteen) – 4:17

### Seite 2
1. Real World (Roy Bittan, Springsteen) – 5:26
2. All or Nothin’ at All – 3:23
3. Man’s Job – 4:37
4. I Wish I Were Blind – 4:48
5. The Long Goodbye – 3:30
6. Real Man – 4:33
7. Pony Boy (Text von Bobbie Heath aus dem Jahr 1909) – 2:11

## Singleauskopplungen
| Jahr | Titel                                    | Höchstplatzierung, Gesamtwochen, AuszeichnungChartplatzierungen (Jahr, Titel, , Platzierungen, Wochen, Auszeichnungen, Anmerkungen) | Höchstplatzierung, Gesamtwochen, AuszeichnungChartplatzierungen (Jahr, Titel, , Platzierungen, Wochen, Auszeichnungen, Anmerkungen) | Höchstplatzierung, Gesamtwochen, AuszeichnungChartplatzierungen (Jahr, Titel, , Platzierungen, Wochen, Auszeichnungen, Anmerkungen) | Höchstplatzierung, Gesamtwochen, AuszeichnungChartplatzierungen (Jahr, Titel, , Platzierungen, Wochen, Auszeichnungen, Anmerkungen) | Höchstplatzierung, Gesamtwochen, AuszeichnungChartplatzierungen (Jahr, Titel, , Platzierungen, Wochen, Auszeichnungen, Anmerkungen) | Anmerkungen                         |
| Jahr | Titel                                    | DE | AT | CH | UK | US | Anmerkungen                         |
| ---- | ---------------------------------------- | --- | --- | --- | --- | --- | ----------------------------------- |
| 1992 | Human Touch                              | DE15 (16 Wo.)DE | AT19 (6 Wo.)AT | CH4 (14 Wo.)CH | UK11 (5 Wo.)UK | US16 (16 Wo.)US | Erstveröffentlichung: 21. März 1992 |
| 1992 | 57 Channels (And Nothin’ On) Human Touch | — | — | — | UK32 (4 Wo.)UK | US68 (6 Wo.)US | Erstveröffentlichung: 10. Juli 1992 |

## Rezeption
Von AllMusic wurde das Album mit zwei von fünf möglichen Sternen bewertet; vor allem wurde kritisiert, dass es nicht den Erwartungen der Zuhörer entsprach, die auf dieses Album viereinhalb Jahre gewartet hatten.

## Kommerzieller Erfolg

### Chartplatzierungen
| ChartsChartplatzierungen       | Höchstplatzierung | Wochen |
| ------------------------------ | ----------------- | ------ |
| Deutschland (GfK)              | 2 (25 Wo.)        | 25     |
| Österreich (Ö3)                | 1 (16 Wo.)        | 16     |
| Schweiz (IFPI)                 | 1 (19 Wo.)        | 19     |
| Vereinigte Staaten (Billboard) | 2 (27 Wo.)        | 27     |
| Vereinigtes Königreich (OCC)   | 1 (17 Wo.)        | 17     |

| ChartsJahrescharts (1992) | Platzierung |
| ------------------------- | ----------- |
| Deutschland (GfK)         | 25          |
| Österreich (Ö3)           | 21          |
| Schweiz (IFPI)            | 19          |

### Auszeichnungen für Musikverkäufe
| Land/Region                  | Auszeichnungen für Musikverkäufe (Land/Region, Auszeichnung, Verkäufe) | Verkäufe  |
| ---------------------------- | ---------------------------------------------------------------------- | --------- |
| Australien (ARIA)            | Platin                                                                 | 70.000    |
| Deutschland (BVMI)           | Gold                                                                   | (250.000) |
| Europa (IFPI)                | Platin                                                                 | 1.000.000 |
| Finnland (IFPI)              | Gold                                                                   | (45.627)  |
| Japan (RIAJ)                 | Gold                                                                   | 100.000   |
| Kanada (MC)                  | 2× Platin                                                              | 200.000   |
| Neuseeland (RMNZ)            | Gold                                                                   | 7.500     |
| Österreich (IFPI)            | Gold                                                                   | (25.000)  |
| Schweden (IFPI)              | Platin                                                                 | (100.000) |
| Schweiz (IFPI)               | Platin                                                                 | (50.000)  |
| Spanien (Promusicae)         | Platin                                                                 | (100.000) |
| Vereinigte Staaten (RIAA)    | Platin                                                                 | 1.000.000 |
| Vereinigtes Königreich (BPI) | Gold                                                                   | (100.000) |
| Insgesamt                    | 6× Gold · 8× Platin ·                                                  | 2.377.500 |

Hauptartikel: Bruce Springsteen/Auszeichnungen für Musikverkäufe